# Vitrey
Vitrey är en kommun i departementet Meurthe-et-Moselle i regionen Grand Est (tidigare regionen Lorraine) i nordöstra Frankrike. Kommunen ligger i kantonen Vézelise som tillhör arrondissementet Nancy. År 2022 hade Vitrey 192 invånare.

## Befolkningsutveckling
Antalet invånare i kommunen Vitrey
| Referens: INSEE |